# Lanka Sama Samaja Party
El Lanka Sama Samaja Party és un partit polític de Sri Lanka. El Lanka Sama Samaja Party (LSSP) és el partit comunista més antic de Ceilan, ja que fou fundat el 18 de desembre de 1935. Les seves tesis trotskistes van provocar l'escissió d'una part dels militants i als anys quaranta es va formar el Partit Comunista de Ceilan (Communist Party, CP) del que el 1962 es van fraccionar dos grups: el Partit Comunista-Facció Xinesa (CP-Chinese faction) de tendència maoista; i el Mahajana Eksath Peramuna (MEP).
Si bé aquesta fou la divisió principal, del Lanka Sama Samaja Party en van sortir altres petits grups.
El 1964 el Lanka Sama Samaja Party (LSSP) va entrar al govern el que va provocar la seva expulsió de la IV Internacional. La coalició va perdre el poder el 1965.
Després d'això les escissions foren nombroses però el partit va incrementar la seva representació a les eleccions de 1965 i 1970. En aquestes darreres va tornar al govern la coalició d'esquerres i, per tant, el partit.
El partit fou expulsat del govern pels seus socis el 1975 (el 1977 es va formar una nova coalició d'esquerres de la que el partit ja no fou part). El 1977 el Lanka Sama Samaja Party (i el Partit Comunista) van perdre la seva representació parlamentària. Tot i així el 1979 va morir el seu líder NM Perera i el seu enterrament a Colombo fou encara una gran manifestació de dol seguida per milers de persones. Les escissions i la pèrdua d'influència van continuar (especialment el 1982 amb la pèrdua de la influència sindical).
El 1994 va entrar a la coalició d'esquerres (Aliança del Poble) i va elegir tres diputats entrant en el govern. El 2004 va quedar inclosa en l'Aliança de la Unitat Popular per la Llibertat formada per l'Aliança del Poble i el Janatha Vimukthi Peramuna (JVP) i va obtenir un diputat, i un ministeri.